# Carl-Peter Forster
Carl-Peter Forster (* 9. Mai 1954 in London) ist ein deutscher Manager der Automobilindustrie. Von 2010 bis September 2011 war er Chief Executive Officer für den indischen Konzern Tata Motors. Zuvor hatte er Spitzenpositionen bei Opel und General Motors Europa inne.

## Leben
Forster schloss an der Universität Bonn ein Studium der Volkswirtschaftslehre und an der TU München eines der Raumfahrttechnik ab. 1982 wurde er Unternehmensberater bei McKinsey in München, 1986 Abteilungsleiter in der Entwicklung bei BMW. Seitdem arbeitet er in der Automobilindustrie. Von 1996 bis 1999 war er Managing Director bei BMW Südafrika und anschließend als Vorstandsmitglied für die weltweite Produktion verantwortlich. Von 2001 bis 2004 war er Vorstandsvorsitzender bei Opel und von 2004 bis 2009 Vorstandsvorsitzender von General Motors Europa und Aufsichtsratsvorsitzender der Adam Opel GmbH. Im Februar 2010 wurde er als CEO der Tata Motors berufen. Überraschend teilte Tata Motors am 9. September 2011 mit, dass Forster von seinem Amt aufgrund persönlicher Umstände mit sofortiger Wirkung zurücktrete. Auf Wunsch des Verwaltungsrats bleibt er jedoch ein nicht-geschäftsführendes Mitglied des Verwaltungsrats.
Carl-Peter Forster ist verheiratet und hat drei Kinder. Er lebt in Oxford, Vereinigtes Königreich.

## Auszeichnungen
- 2008: Großes Goldenes Ehrenzeichen für Verdienste um die Republik Österreich[4]